# Filarioïdeus
Els filarioïdeus (Filarioidea) són una superfamília de nematodes paràsits altament especialitzats. Les espècies d'aquesta superfamília es coneixen com a filàrids o filàries. La malaltia causada per la infecció de cucs filàrids s'anomena filariosi. Els fàrmacs contra aquests cucs s'anomenen filaricides.

## Introducció
Tots els filarioïdeus són paràsits especialistes i l'hoste definitiu és sempre un vertebrat, que pot ser un mamífer, un ocell, un rèptil o un amfibi, però no un peix. L'hoste intermedi és sempre un artròpode.
La majoria de filàrids parasiten espècies salvatges, sobretot ocells, però alguns, especialment de la família Onchocercidae, ataquen els mamífers, inclosos l'ésser humà i alguns animals domèstics. Les infeccions per Onchocercidae inclouen algunes de les malalties més problemàtiques de les regions tropicals, com l'oncocercosi (ceguesa dels rius) i l'elefantiasi, entre d'altres.

## Taxonomia
Els filarioïdeus inclouen diverses famílies:
- Família Aproctidae
- Família Creagrocercidae
- Família Drilonematidae
- Família Filariidae
- Família Homungellidae
- Família Mesidionematidae
- Família Onchocercidae (de vegades inclòs dins dels Filariidae)
- Família Scolecophilidae
- Família Setariidae
- Família Ungellidae

## Patologies provocades per filarioïdeus

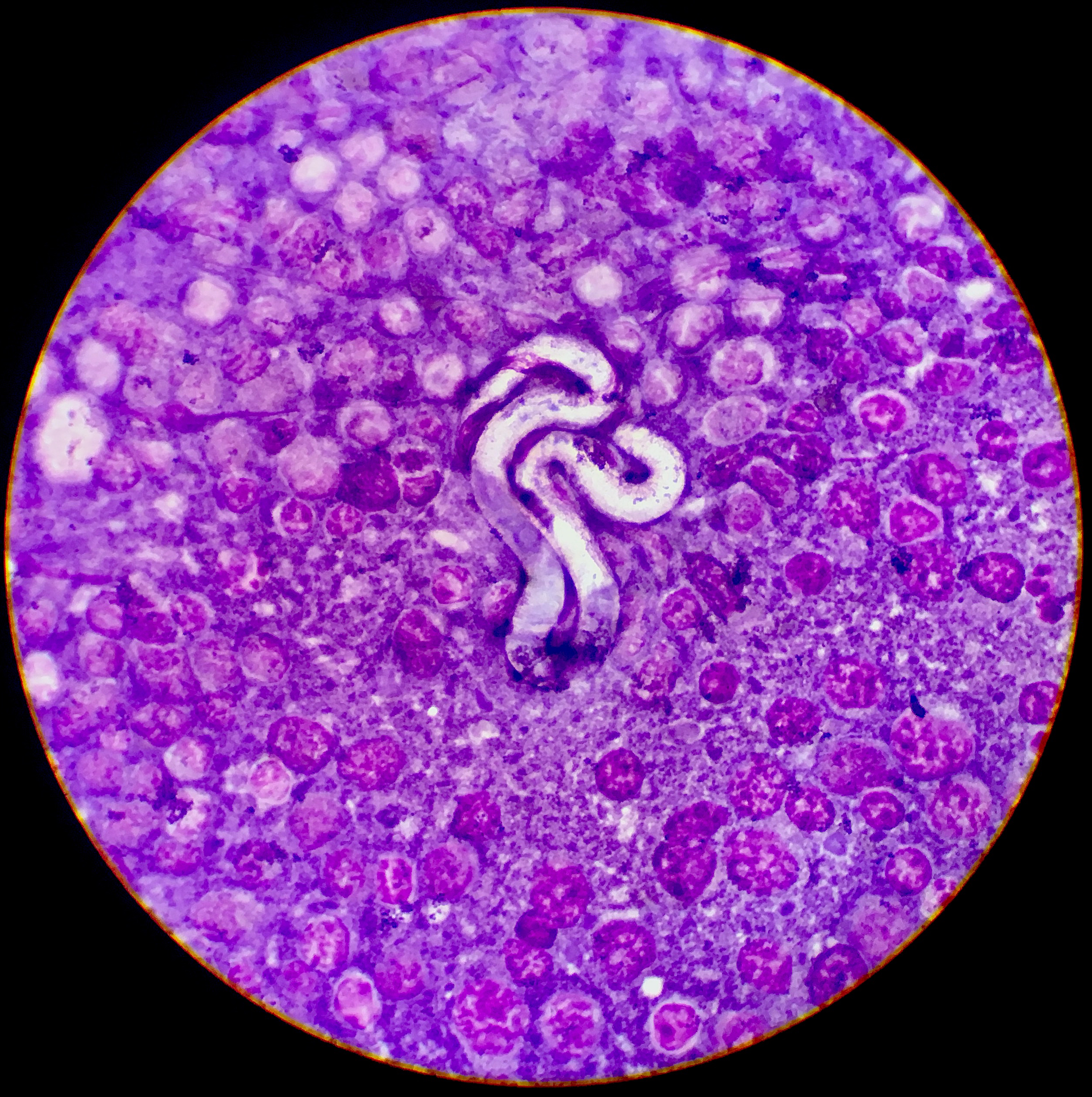
Microfilària de Dirofilaria immitis (Heartworms) en un node de limfa d'un gos amb limfoma. Aquesta larva de nematode és en un estadi intermedi de creixement, immadurs, mostrant criteris múltiples de càncer.

A les regions endèmiques les filariosis han estat una preocupació de salut pública des dels inicis de la història. Hi ha evidències arqueològiques d'elefantiasi de fa 3000 anys, per exemple, època en què aparentment ja no era cap novetat. Actualment es calcula que són alguns centenars de milions les persones infectades amb alguna espècie patògena de filarioïdeus a tot el món, principalment en regions tropicals. A les zones on les malalties són endèmiques l'exposició habitual a la infecció és exponencialment més elevada. Alguns individus són portadors de més d'una infecció significativa simultàniament i això pot complicar el diagnòstic i el tractament.
L'ésser humà és l'hoste definitiu de com a mínim vuit espècies de filarioïdeus de diverses famílies. Sis són particularment significatives en termes mèdics. Les que principalment ocupen vasos limfàtics i causen símptomes com adenolimfangitis, elefantiasi i febre filarioïdea són:
- Brugia malayi
- Brugia timori
- Wuchereria bancrofti[7]

Tres altres espècies paràsites mèdicament significatives són:
- Loa loa, que causa la filariosi per loa loa, coneguda també com a tumor de Calabar.
- Mansonella streptocerca, la qual causa estreptocercosi, una malaltia que provoca lesions cutànies despigmentades que de vegades es confonen amb els primers signes de lepra.
- Onchocerca volvulus que causa oncocercosi o ceguesa dels rius i oncocercosi cutània.[7]

Les altres dues són patològicament menys greus però generalment parasiten éssers humans.
- Mansonella ozzardi
- Mansonella perstans[8]

Algunes espècies de Dirofilaria normalment parasiten animals com ara gossos, però algunes vegades també poden infectar éssers humans. No s'adapten bé als éssers humans com a hostes i rarament es desenvolupen del tot, encara que poden causar símptomes confusos.
Diverses malalties per filarioïdeus específiques dels éssers humans són susceptibles d'ésser erradicades mitjançant el trencament del cicle de transmissió. Eliminar els vectors no és realment eficaç, però si la població humana es desinfectés de forma suficient dels paràsits mitjançant el tractament amb filaricides, el curs d'un any sense cap reservori humà de la infecció bastaria per exterminar el paràsit. Aquesta és la intenció, per exemple, del Programa Global per a l'Erradicació de la Filariosi Limfàtica, el qual pretén interrompre la transmissió d'aquesta manera.

## Cicle vital dels filarioïdeus
Els cucs madurs viuen en els líquids corporals i cavitats dels hostes definitius, o predominantment en determinats teixits, que varien segons les preferències de cada espècie. Alguns dels pitjors patògens envaeixen vasos limfàtics i poden esdevenir prou nombrosos per obstruir-los. Algunes espècies envaeixen teixits connectius profunds; altres infesten el teixit connectiu subcutani, on causen una picor insuportable. Alguns envaeixen els pulmons o cavitats seroses com la cavitat pleural, o la cavitat pericardial. Onsevulga que s'estableixi, poden sobreviure durant anys, i van produint contínuament, les femelles fertilitzades, uns embrions mòbils (no pas ous) que s'anomenen microfilàries.
Una microfilària no es pot reproduir en l'hoste definitiu i no pot infectar un altre hoste definitiu directament, sinó que ha de fer el seu procés fora del cos de l'hoste, a través d'un hoste intermedi, un insecte o un artròpode que actua com a vector. Aquest, habitualment un mosquit o un tàban en el cas dels humans, pica l'animal o l'humà infestat per microfilàries i se les empassa; les microfilàries travessen ràpidament la paret de l'estómac i arriben al teixit adipós, on penetren als músculs toràcics i s'hi transformen en larves del segon estadi i, més tard, en larves del tercer estadi infestants, llargues i primes. Les larves del tercer estadi migren fins a arribar al llavi inferior de l'insecte, que forma una beina al voltant de les peces bucals. Quan l'insecte pica un altre animal o un ésser humà, les larves penetren per la ferida en la sang, i al cap d'alguns mesos atenyen l'estat adult, i s'instal·len en un lloc diferent i característic de cada espècie.
En l'hoste definitiu nou la microfilària completa l'etapa final de desenvolupament fins a la maduresa sexual; el procés dura des d'uns quants mesos a un any o més, depenent de les espècies. La filària madura s'ha d'aparellar per tal que una femella produeixi una nova generació de microfilàries, de manera que la invasió d'un sol cuc no pot produir una infecció. Consegüentment, calen anys d'exposició a les infeccions abans que la malaltia es desenvolupi de forma greu en l'hoste humà.
Quan s'allibera una nova generació de microfilàries en l'hoste primari, aquestes han de buscar en l'hoste el teixit adequat a la naturalesa de l'espècie vector. Per exemple, si el vector és un dípter que pica la pell dels humans, com els mosquits, la microfilària ha d'entrar a la circulació de sang perifèrica, mentre que les espècies transmeses per dípters que raspen la pell com els simúlids i els que tallen la pell com els tabànids tendeixen a establir-se en teixits hipodèrmics. Per raons desconegudes, algunes d'aquestes espècies experimenten migracions diàries a les regions favorites pel vector ectoparàsit. A fora d'aquests períodes es refugien en la circulació de la sang dels pulmons.